# Musical.ly
musical.ly，是一个2014年4月上线的短视频社群手机应用程序，最初是上海闻学网络科技有限公司旗下的产品，截至2017年底在全球累计有2.4亿注册用户。2017年5月，musical.ly曾以“muse”为名进入中国大陆市场，但因经营不善在半年后退出。之后，即11月10日，被抖音的母公司字节跳动以10亿美元收购，此后专注于海外市场。2018年8月1日，musical.ly与TikTok（抖音的国际版）合并，新产品继承“TikTok”之名。

## 争议
2019年2月27日，美國聯邦貿易委員會（FTC）因Musical.ly非法蒐集13歲以下未成年人的姓名、電郵地址和住址，向在2017年獲抖音收購的Musical.ly處以570萬美元重罰，創下美國侵犯兒童隱私案的最高記錄。